# Kerstin Vieregge

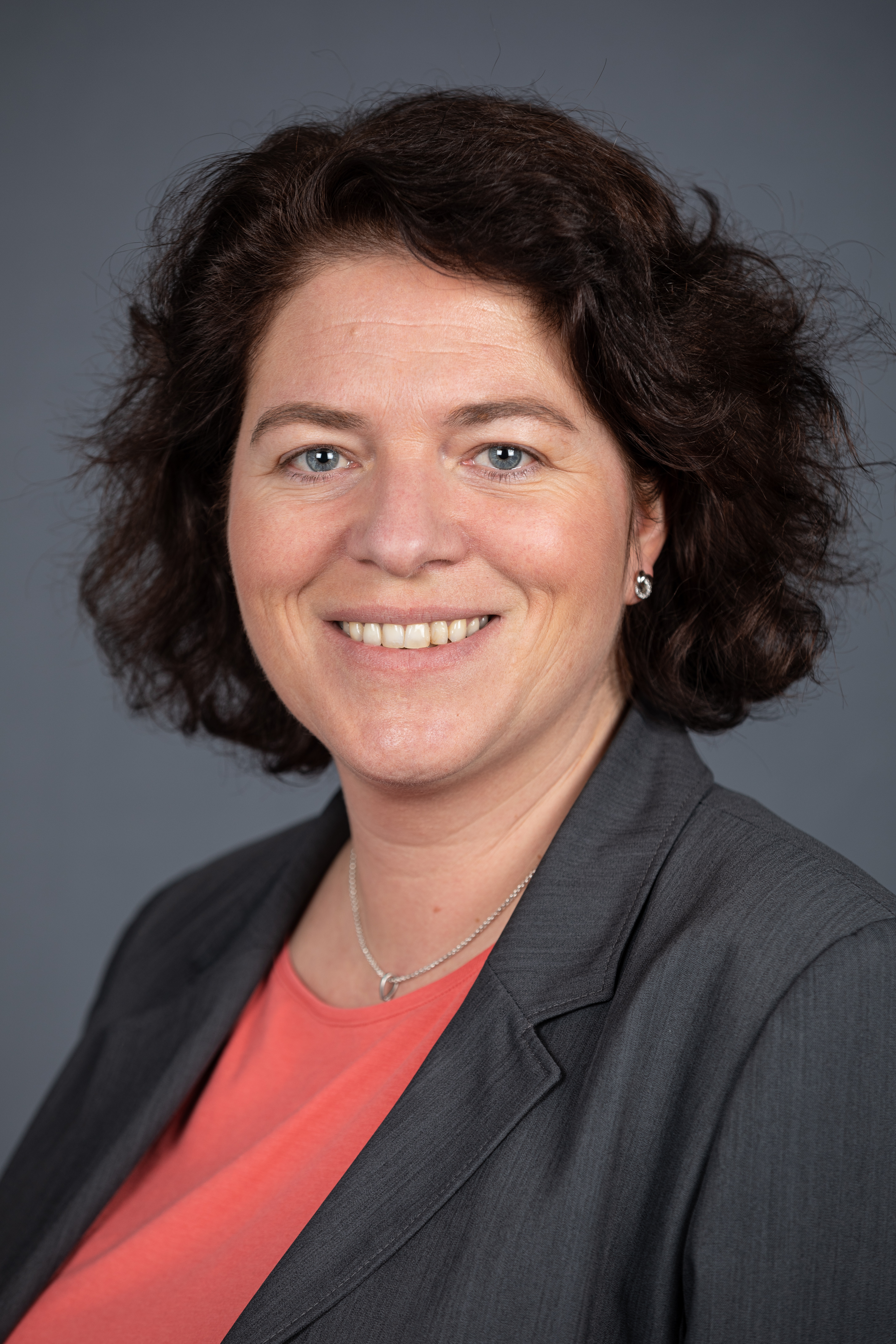
Kerstin Vieregge (2020)

Kerstin Vieregge (* 6. September 1976 in Rinteln) ist eine deutsche Politikerin (CDU) und Betriebswirtin aus dem Kreis Lippe. Seit 2017 ist sie Mitglied des Deutschen Bundestages.

## Leben und Beruf
Vieregge wurde 1976 in Rinteln geboren und wuchs auf einem Bauernhof in Extertal–Göstrup auf, auf dem sie bis heute noch wohnt. Nach dem Besuch des Gymnasiums in Barntrup wechselte sie später zur Realschule Extertal, an der sie 1996 den Realschulabschluss machte. Am HANSE-Berufskolleg Lemgo legte sie anschließend das Wirtschaftsabitur ab. Sie schloss eine Ausbildung zur Industriekauffrau beim Unternehmen decor metall an. Am Dietrich-Bonhoeffer-Berufskolleg in Detmold erhielt sie den Abschluss zur staatlich geprüften Betriebswirtin. Anschließend arbeitete sie bei der Lippischen Landes-Brandversicherungsanstalt, an der sie eine Weiterbildung zur Versicherungsfachfrau und anschließend zur Marketingassistentin machte.

## Politischer Werdegang
Vieregge trat 1998 in die Junge Union ein. Seit 1999 ist sie Mitglied der CDU. Am Landtag Nordrhein-Westfalen in Düsseldorf war sie zehn Jahre lang wissenschaftliche Assistentin im lippischen Wahlkreisbüro. Von 2000 bis 2011 war sie Gemeindeverbandsvorsitzende der CDU Extertal. Von 2011 bis 2013 war sie stellvertretende Kreisvorsitzende der CDU Lippe, von 2013 bis 2018 war sie Kreisvorsitzende der CDU Lippe.
Vieregge ist seit 2004 Kreistagsmitglied in Lippe und war von 2011 bis 2018 stellvertretende Landrätin. Im Kreistag war sie von 2010 bis 2014 Vorsitzende des Verkehrsausschusses und ist seit 2014 die Vorsitzende des Ausschusses für Wirtschaft, Tourismus und Entwicklungsfragen des ländlichen Raums.
Bei der Bundestagswahl 2017 erreichte Vieregge das Direktmandat für den Bundestagswahlkreis Lippe I, das dadurch erstmals nach 1983 (als Klaus Daweke gewählt wurde) an die CDU ging. Kerstin Vieregge ist in der 19. Legislaturperiode ordentliches Mitglied im Verteidigungsausschuss und im Tourismusausschuss sowie stellvertretendes Mitglied im Ausschuss für Ernährung und Landwirtschaft.
Bei der Bundestagswahl 2021 erhielt sie ein Mandat über die Landesliste Nordrhein-Westfalen ihrer Partei. Im 20. Deutschen Bundestag war sie Mitglied im Verteidigungsausschuss und berichterstattendes stellvertretendes Mitglied im Tourismusausschuss. Im Januar 2022 wurde Kerstin Vieregge zur Obfrau der CDU/CSU-Fraktion im Verteidigungsausschuss ernannt. Ab dem 8. Juli 2022 war sie Mitglied im 1. Untersuchungsausschuss der 20. Wahlperiode des Deutschen Bundestages.

## Verteidigungspolitik

### 19. Wahlperiode
Vieregge war Mitglied im Verteidigungsausschuss des Deutschen Bundestages. In der 19. Wahlperiode wirkte Vieregge als zuständige Berichterstatterin an dem Gesetz zur Stärkung der personellen Einsatzbereitschaft der Bundeswehr (BwEinsatzBerStG) sowie dem Besoldungsstrukturenmodernisierungsgesetz (BesStMG) mit.
Im Dezember 2019 besuchte Vieregge im Rahmen einer Delegationsreise mit der damaligen Bundesverteidigungsministerin Annegret Kramp-Karrenbauer das deutsche Einsatzkontingent in Masar-e Scharif, Afghanistan.

### 20. Wahlperiode
Ab Januar 2022 ist Vieregge die Obfrau/Stellvertretende Sprecherin der CDU/CSU-Fraktion im Verteidigungsausschuss des Deutschen Bundestages.
In ihrer ersten Rede in der Legislaturperiode am 14. Januar 2022 unterstrich Vieregge die Bedeutung der „Sozialen Dimension der Verteidigungspolitik“ und argumentierte dafür, die Themenbereiche wie Personal, Betreuung- und Fürsorge verstärkt im Parlament zu behandeln.
In den Monaten nach dem russischen Angriff gegen die Ukraine sowie die Ausrufung der „Zeitenwende“ durch Bundeskanzler Olaf Scholz, kritisierte Vieregge die konzeptionelle Stagnation seitens des Bundesministerium der Verteidigung (BMVg) bei Strukturfragen, Personalgewinnungs- und Personalretentionsangelegenheiten sowie dem Ausbleiben von Nachbestellungen für an die Ukraine abgegebenes Material. Im Juni 2022 reiste Vieregge gemeinsam mit den Abgeordneten Serap Güler, Knut Abraham und Thomas Erndl in die Ukraine. Die CDU/CSU-Delegation besuchte Kiew, Irpin sowie Borodjanka und führte zahlreiche Gespräche mit hochrangigen ukrainischen Regierungsvertretern.
Zusätzlich zum Themenkomplex Betreuungs- und Fürsorgegesetzgebung fungiert Vieregge als Berichterstatterin der CDU/CSU-Fraktion für die Themenkomplexe Materialerhaltung der Bundeswehr, Militärische Sicherheit, Wehrrecht, Reserve, Vereinbarkeit von Familie und Dienst. Zudem ist Vieregge Berichterstatterin für die verteidigungspolitischen Beziehungen zu Estland, Lettland und Litauen.

### 21. Wahlperiode
Im 21. Deutschen Bundestag ist Vieregge erneut ordentliches Mitglied im Verteidigungsausschuss sowie stellvertretendes Mitglied im Ausschuss für Tourismus. Zudem ist sie eine von 36 Schriftführern des Bundestages.

### Engagement im vorparlamentarischen Raum
Seit Anfang der 20. Legislaturperiode ist Kerstin Vieregge ordentliches Mitglied der Parlamentarischen Versammlung der OSZE (OSZE-PV) sowie stellvertretendes Mitglied der Parlamentarischen Versammlung der NATO.
Im Rahmen ihres Engagements in der OSZE-PV nahm Vieregge an der Herbsttagung der OSZE-PV in Warschau und der Wintertagung der OSZE in Wien teil. Die Wintertagung der OSZE-PV fand vom 23. Februar 2023 bis zum 25. Februar 2023 in der Hofburg in Wien statt. Seit Anfang des russischen Angriffskrieges auf die Ukraine im Februar 2022 fanden OSZE-PV-Meetings ohne russische und belarussische Beteiligung statt, da sowohl Polen als auch Großbritannien den russischen Abgeordneten die Ausstellung von Visa verweigerten.
Das österreichische Außenministerium kündigte kurz vor dem Winter-Meeting an, dass es im Gegensatz zu Großbritannien und Polen, der russischen OSZE-PV-Delegation die Einreise genehmigen wird. Vieregge kritisierte dieses Vorgehen scharf, da eine Teilnahme der russischen Delegation am Jahrestag der Invasion mehr als nur ein Affront für die ukrainische Delegation darstelle.

## Mitgliedschaften
Kerstin Vieregge ist u. a. Mitglied bei der Christlich-Demokratischen Arbeitnehmerschaft (CDA). Innerhalb des parlamentarischen Pendants der Arbeitnehmergruppe der CDU/CSU-Fraktion im Bundestag stellt sie die stellvertretende Vorsitzende. Ebenfalls ist sie stellvertretende Vorsitzende in der Frauen Union Lippe und in der Gruppe der Frauen der Unionsfraktion des Bundestages sowie stellvertretende Bezirksvorsitzende der Frauen Union OWL. Darüber hinaus ist sie Mitglied im Stiftungsrat der Deutschen Härtefallstiftung, der Stiftung Standortsicherung Kreis Lippe und der Gesundheitsstiftung Lippe.

## Privates
Vieregge ist evangelisch-reformiert und ledig.

## Parteiaffäre und Rücktritt als Kreisvorsitzende
Infolge fehlerhafter Fahrtkostenabrechnungen und bestätigter „schwarzer Kassen“ musste Kerstin Vieregge im Januar 2018 von ihrem Posten als Kreisvorsitzende der CDU Lippe zurücktreten. In diesem Zusammenhang wurde bekannt, dass Vieregge, die während ihrer Zeit als Vorsitzende gleichzeitig bei der CDU Lippe für die Buchhaltung angestellt war, diese Aufgaben nicht erfüllte. Weiter wurden viele Entscheidungen, für die der Vorstand zuständig gewesen wäre, ohne dessen Kenntnis getroffen. Bekannt wurden die Sachverhalte durch ein Dossier des ehemaligen Kreisgeschäftsführers der CDU Lippe, Lennart Hildebrand. Die CDU NRW ordnete eine Sonderprüfung an. Der neue Vorstand der CDU Lippe einigte sich später mit Kerstin Vieregge auf nachträgliche Erstattungen „im mittleren fünfstelligen Bereich“.

## Trivia
Die formal unverständlichste Rede im September 2022 hielt Kerstin Vieregge in der Debatte des Deutschen Bundestages über den Einzelplan des Verteidigungsministeriums. Untersucht wurden von der Universität Hohenheim auf Anregung der Deutschlandfunk-Nachrichtenredaktion 96 Reden aus der Haushaltsdebatte Anfang September 2022.